# Panti (Panti)
Panti is een bestuurslaag in het regentschap Jember van de provincie Oost-Java, Indonesië. Panti telt 10.225 inwoners (volkstelling 2010).